# Albert Luthuli
Albert John Luthuli (zelf wilde hij liever dat dit als 'Lutuli' werd geschreven, ook werd hij liever 'Mvumbi' (zijn Zoeloenaam die voor 'aanhoudende regen' staat) dan Albert John genoemd) (Bulawayo (Zuid-Rhodesië), 1898 - Stanger, 21 juli 1967) was een Zuid-Afrikaans chief (politiek leider). Hij was de zoon van een traditionele chief die tevens zendeling was.
Luthuli was de winnaar van de Nobelprijs voor de Vrede in 1960. Hij kreeg de Nobelprijs voor de rol die hij als president van het Afrikaans Nationaal Congres (ANC) speelde in de geweldloze strijd tegen apartheid in Zuid-Afrika.

## Achtergrond
Doordat zijn grootvader al opperhoofd was van een stam werd hij in een relatief bevoorrechte positie geboren. Luthuli's vader was de tweede zoon van zijn vader en werd geen opperhoofd, maar missionaris in het toenmalige Rhodesië. Luthuli was het derde kind van het gezin. Luthuli's vader stierf toen hij ongeveer 7 jaar was. Het gezin keerde terug naar zijn geboortegrond. Luthuli genoot zijn basisopleiding vervolgens in de plaatselijke missieschool. Hij werd onderwijzer.
In 1927 trouwde Luthuli op 29-jarige leeftijd met een van zijn collega's. Samen hebben zij zeven kinderen gekregen.

## Geweldloosheid
Luthuli volgde een theologische studie aan de Adams Mission Station in Groutville. Na zijn studie sloot hij zich aan bij het ANC en begon hij te ijveren voor gelijke rechten voor de zwarte bevolking in Zuid-Afrika. Geheel in de lijn van zijn christelijk geloof en de leer van het ANC zette hij zich in voor een geweldloze oplossing van dit probleem. Hij werd hierin ook beïnvloed door de leer van geweldloosheid van Mahatma Gandhi, die rond de eeuwwisseling in Zuid-Afrika had gewoond en de Indische bevolking aldaar kennis had laten maken met zijn leer. In 1920 werd hij dominee binnen de methodistische Kerk.

## Chief van de Zoeloes
In 1933 werd Luthuli gevraagd stamhoofd (chief) te worden van een Zoeloe-stam, waar zijn oom ook chief van was geweest. Na lang aarzelen aanvaardde hij in 1935 het ambt.

## Voorzitter van het ANC
In 1948 kwam de apartheidsregering onder Daniel François Malan aan de macht. De situatie voor de zwarte bevolking die al niet rooskleurig was, werd nu nog ernstiger vanwege de door de regering ver doorgevoerde segregatie.

## Reisverbod
In 1952 werd Luthuli door de overheid als Chief van de Zoeloes ontslagen. Kort daarop werd Luthuli tot president van het ANC gekozen. De regering verbood daarop het ANC voor twee jaar. Toen die twee jaar verstreken waren werd het verbod opnieuw met 2 jaar verlengd. Hij verwierf een groot gezag onder zowel de zwarte als blanke bevolking. De Zuid-Afrikaanse regering legde hem meerdere malen een spreekverbod op, doch dit belette hem niet zijn werk voort te zetten. In 1959 werd hem verboden zijn woonplaats Stanger te verlaten. Vanuit zijn woonplaats steunde hij onder meer de Amerikaanse dominee Martin Luther King, die op zijn beurt door zowel Gandhi als Luthuli was beïnvloed.

## Nobelprijs voor de Vrede
Ofschoon een jongere generatie zwarte nationalisten binnen het ANC vond dat geweld onvermijdelijk was geworden, verzette Luthuli zich heftig tegen iedere vorm van geweld. In 1960 werd hem de Nobelprijs voor de Vrede toegekend. Hendrik Verwoerd, de Zuid-Afrikaanse premier, zag zich onder druk van de publieke opinie genoodzaakt om het reisverbod voor Luthuli op te heffen, zodat hij de Nobelprijs medio 1961 in ontvangst kon nemen in Oslo.
In 1967 bezweek hij aan de gevolgen van een treinongeluk. Zijn invloed onder jongere nationalisten was toen al afgenomen. De laatste jaren winnen zijn ideeën over geweldloosheid echter weer aan populariteit. Luthuli werd opgenomen in de exclusieve Orde van de Ster van het Zuiden. De Republiek Zuid-Afrika eerde hem in 2003 door een Orde van Luthuli in te stellen.